# Gračanica (Ljubovija)
Gračanica (Servisch cyrillisch Грачаница) is een plaats in de Servische gemeente Ljubovija. De plaats telt 465 inwoners (2002).